# 歩兵第82連隊
歩兵第82連隊（ほへいだい82れんたい、歩兵第八十二聯隊）は、大日本帝国陸軍の連隊のひとつ。

## 沿革
- 1938年（昭和13年）7月14日 - 軍旗拝受、弘前で編成。華北で治安維持にあたる
- 1942年（昭和17年）2月 - 仏印に移動
- 1945年（昭和20年）

3月 - 明号作戦に参加
8月 - 終戦

## 歴代連隊長
| 代 | 氏名       | 在任期間     | 備考 |
| -- | ---------- | ------------ | ---- |
| 1  | 堀井富太郎 | 1938.7.15 -  |      |
| 2  | 大岩実     | 1940.3.9 -   |      |
| 3  | 岡田梅吉   | 1941.10.15 - |      |
| 末 | 江川励     | 1945.4.12 -  |      |